# Stretchia
Stretchia là một chi bướm đêm thuộc họ Noctuidae.

## Loài
- Stretchia inferior (Smith, 1888)
- Stretchia muricina (Grote, 1876)
- Stretchia pacifica McDunnough, 1949
- Stretchia pictipennis McDunnough, 1949
- Stretchia plusiaeformis H. Edwards, 1874
- Stretchia prima (Smith, 1891)